# Mounir Khairallah
Mounir Khairallah (ur. 2 stycznia 1953 w Muta-Azzijat) – libański duchowny maronicki, od 2012 biskup Batrun.

## Życiorys
Święcenia kapłańskie przyjął 13 września 1977 i został inkardynowany do eparchii Batrun. Pełnił funkcje m.in. sekretarza Synodu Kościoła maronickiego, wykładowcy seminarium w Ghazir i kilku libańskich seminariów oraz protosyncelem eparchii.
16 stycznia 2012 papież Benedykt XVI zatwierdził jego wybór na eparchę Batrun. Sakry udzielił mu ówczesny patriarcha Antiochii, Béchara Boutros Raï.